# Николай Филченков (голям десантен кораб, 1975)
Николай Филченков е голям десантен кораб (на руски: БДК, Большой десантный корабль) от проекта 1171 (шифър „Тапир“, според класификацията на НАТО:  Alligator). Построен е от прибалтийския корабостроителен завод „Янтарь“ в Калининград в периода 1974 – 75 г. под заводския номер 304, втори кораб в четвъртата група от корабите на серията и последният построен кораб на този проект.

## История на строителството
Залагането на кораба се състои на 30 януари 1974 г. в Прибалтийския корабостроителен завод „Янтарь“. Кораба е спуснат на вода на 29 март 1975 г., а на 30 декември същата година влиза в строй. На 21 октомври 1979 г. е включен в състава на Черноморския флот на СССР.

## История на службата
Първоначално влиза в състава на 39-а дивизия на морските десантни сили. При носенето на бойните служби в зоната на военни конфликти в Близкия Изток БДК нееднократно изпълнява задачите по оказване на интернационална помощ. В частност, „Николай Филченков“ се базира в портове на Ангола (март-юли 1976 г., ноември 1977 г. – януари 1978 г.).
Кораба нееднократно изпълнява задачи на бойната служба в Средиземно, Червено морета, Атлантическия и Индийския океани. От 1975 до 2004 г. кораба според годишните резултати осем пъти е обявяван за отличен, за 1996 и 1997 г. – е най-добър кораб на ЧФ сред корабите 2-ри ранг.
В хода на разделянето на Черноморския флот кораба е преподчинен на командването на 30-а дивизия надводни кораби.
През август 2000 г. БДК „Николай Филченков“, в състава на отряд бойни кораби на Черноморския флот, изпълнява задача по превозване в четири рейса, на въоръжения и техника за контингента на Групата руски войски в Задкавказието от пункта Хонио (в района на Батуми) до крайната точка Утришенок (в района на Новоросийск). През 2001 г. изпълнява задачи по превоз на военна техника и бойна подготовка и над 100 денонощия се намира извън пункта на базиране.
На 23.03.2005 г. БДК „Николай Филченков“ в района на гр. Феодосия произвежда десант на морския десантен полигон в района на планината Опук на личен състав и техника от 382 отделен батальон на морската пехота на Черноморския флот на Русия (всичко 142 души и 28 единици техника), с което предизвиква политически скандал между Украйна и Руската Федерация.
Понастоящем големия десантен кораб „Николай Филченков“ влиза в състава на 197-а бригада десантни кораби, активно се използва в ученията и бойната подготовка на флота.

## Командири на кораба
- капитан 2 ранг Евгений Мясоедов
- капитан 2 ранг Игор Николаевич Дмитриенко